# Hole in My Soul
«Hole in My Soul» — второй сингл американской рок-группы Aerosmith с альбома Nine Lives, выпущенный 5 августа 1997 года. Песня была написана в соавторстве Стивена Тайлера и Джо Перри вместе с профессиональным автором песен Дезмондом Чайлдом. «Hole in My Soul» достигла в американских чартах 51 места в Billboard Hot 100 и четвёртого в Mainstream Rock Tracks chart, а также 29 места в чарте Великобритании.
Клип на песню был срежиссированном Энди Морганом. В нём был показан студент-нерд (играет Бренден Уиллямс), к которому придираются одноклассники и который не может найти подходящую для себя девушку. Он изобретает машину для клонирования и создает красивую девушку (играет Ева Мендес), однако на вечеринке она уходит с другим парнем. Затем он создает ещё одну девушку, которую он теряет из-за футболиста (Шон Уильямс Скотт). Его одногруппница (Александра Холден) обнаруживает его машину и останавливает от создания ещё одной девушки, и он понимает, что подходящая ему девушка была всё время рядом.